# Doctrine (album)
Doctrine – szósty album studyjny holenderskiej grupy muzycznej Pestilence. Wydawnictwo ukazało się 24 kwietnia 2011 roku nakładem wytwórni muzycznej Mascot Records. Nagrania zostały zarejestrowane w Woodshed Studio w Niemczech we współpracy z inżynierem Victorem Bullokiem.

## Lista tworów
Opracowano na podstawie materiału źródłowego.
| Nr  | Tytuł utworu              | Autorzy          | Długość |
| --- | ------------------------- | ---------------- | ------- |
| 1.  | „The Predication (intro)” | V. Santura       | 02:00   |
| 2.  | „Amgod”                   | Mameli           | 03:33   |
| 3.  | „Doctrine”                | Mameli, Uterwijk | 03:07   |
| 4.  | „Salvation”               | Mameli           | 03:40   |
| 5.  | „Dissolve”                | Mameli           | 03:39   |
| 6.  | „Absolution”              | Mameli           | 03:38   |
| 7.  | „Sinister”                | Mameli           | 03:58   |
| 8.  | „Divinity”                | Mameli           | 04:06   |
| 9.  | „Deception”               | Mameli           | 03:57   |
| 10. | „Malignant”               | Mameli           | 03:49   |
| 11. | „Confusion”               | Mameli           | 03:55   |
|     |                           |                  | 39:22   |

## Twórcy
Opracowano na podstawie materiału źródłowego.

- Patrick Mameli - wokal prowadzący, gitara rytmiczna, gitara prowadząca, produkcja muzyczna
- Patrick Uterwijk - gitara rytmiczna, gitara prowadząca
- Jeroen Paul Thesseling - bezprogowa gitara basowa
- Yuma Van Eekelen - perkusja, instrumenty perkusyjne, produkcja muzyczna
- Victor Bullok - inżynieria dźwięku, produkcja muzyczna
- Marko Saarelainen - okładka, oprawa graficzna
- Stefan Schipper - zdjęcia